# Турчина Наталія Ігорівна
Турчина́ Ната́лія І́горівна (* 6 лютого 1971, Київ) — українська спортсменка та тренерка, майстер спорту СРСР міжнародного класу з гандболу, завідувачка кафедри спортивної підготовки Національного авіаційного університету.

## Біографія
Народилася 6 лютого 1971 р. в місті Києві, в родині гандбольного тренера Ігоря Турчина та найкращої гандболістки ХХ століття Зінаїди Турчиної.
Закінчила Київський державний інститут фізичної культури (1996 р.) та Київський національний економічний університет (2002 р.).
Після закінчення Національного університету фізичного виховання і спорту України в 1996 р. — тренерка-викладачка жіночого гандбольного клубу «Спартак-2» (Київ).
З 1998 по 2000 рр. — заступниця директора СДЮШОР № 2.
З 2000 р. — завідувачка кафедри спортивної підготовки Національного авіаційного університету, тренерка-викладачка гандбольного клубу «Спартак» (Київ).
Наталія Турчина входить до ОА України, брала участь у міжнародних конгресах з фізичного виховання та спорту.

## Спортивна кар'єра
З 1989 р. виступала за гандбольну команду «Спартак» (Київ).
Призерка чемпіонатів СРСР, фіналістка Кубка європейських чемпіонів у 1989 року. Чемпіонка Спартакіади народів СРСР 1989 р. у складі збірної команди УРСР. З 1990 р. у складі молодіжної збірної команди Радянського Союзу з гандболу, переможниця Ігор Дружби у 1990 р.

## Нагороди
У 2006 р. нагороджена знаком «Відмінник освіти» Міністерства освіти та науки України.

## Основні опубліковані праці
- Черняєв Е. Г., Вржеснєвський І. І., Турчина Н. І. Теоретичні основи фізичного виховання у вищих навчальних закладах: Методична розробка. — К.: НАУ, 2001. — 16 с.
- Вржеснєвський І. І., Турчина Н. І. Компенсаторний потенціал фізичного виховання у контексті завдань відродження нації // Науковий вісник Харківського державного педагогічного університету: Зб. наук. праць. — Серія: Філософія. — Х.: ОВС, 2002. — Вип. 12. — С. 90 — 91.
- Русско-английский словарь спортивных терминов / Укладачі: Турчина Н. І., Коротя В. В. — К.: НАУ, 2002. — 68 с.
- Турчина Н. І., Вржеснєвський І. І., Хлус В. І. Міське (регіональне) відділення Олімпійської академії України // Фізичне виховання в контексті сучасної освіти: Матеріали І наук.-метод. конфер. — К.: НАУ, 2004. — С. 23 — 24.
- Турчина Н. І., Єфімов А. О. Оцінка фізичної підготовленості студентів підготовчого відділення НАУ // Фізичне виховання в контексті сучасної освіти: Матеріали І наук.-метод. конфер. — К.: НАУ, 2004. — С. 9 — 10.
- Турчина Н. І., Зінченко В. Б., Акімова В. О., Вржесневська Г. І. Використання відновлювальних засобів у режимі дня студентів: Методична розробка для студентів усіх спеціальностей. — К.: НАУ, 2005. — 20 с.
- Турчина Н. И. Эффективность факультативных занятий различной направленности по физическому воспитанию студентов вузов технического профиля // Педагогіка, психологія та медико-біологічні проблеми фізичного виховання і спорту: Зб. наук. праць. — Харків: ХДАДМ, 2005. — Випуск № 21. — С. 97 — 105.
- Турчина Н. И., Ракитина Т. И. Некоторые аспекты физического воспитания в свете тенденций современного образования // Гуманітарна освіта в профільних вищих навчальних закладах: проблеми і перспективи: Матеріали VI Всеукр. наук.-практ. конфер. — К.: НАУ, 2005. — С. 176 — 177.
- Вржесневский И. И., Турчина Н. И. Определение информационных параметров физических возможностей студентов специального отделения НАУ // Гуманітарні проблеми становлення сучасного фахівця: Матеріали VII Всеукр. наук.-практ. конфер. — К.: НАУ, 2006. — С. 76 — 77